# Władysław Tarwid
Władysław Tarwid (ur. 13 stycznia 1887, zm. 10 marca 1971) – pułkownik piechoty Wojska Polskiego.

## Życiorys
W okresie od 8 października 1919 do 5 marca 1929 dowodził 32 pułkiem piechoty w Modlinie . 15 lipca 1920 został zatwierdzony w stopniu majora w piechocie z dniem 1 kwietnia 1920, w grupie „byłych oficerów Korpusów Wschodnich i byłej armii rosyjskiej”. Tego samego dnia Minister Spraw Wojskowych zezwolił mu „korzystać tytularnie ze stopnia podpułkownika. 3 maja 1922 został zweryfikowany w stopniu podpułkownika ze starszeństwem z dniem 1 czerwca 1919 i 207. lokatą w korpusie oficerów piechoty. 16 marca 1927 Prezydent RP mianował go pułkownikiem ze starszeństwem z dniem 1 stycznia 1927 i 15. lokatą w korpusie oficerów piechoty. W lutym 1929 został przeniesiony do kadry oficerów piechoty i przydzielony do Powiatowej Komendy Uzupełnień Modlin celem odbycia trzymiesięcznej praktyki poborowej, lecz już w marcu został przeniesiony służbowo do Powiatowej Komendy Uzupełnień Toruń na stanowisko pełniącego obowiązki komendanta. W grudniu 1931 został zwolniony z zajmowanego stanowiska i pozostawiony bez przynależności służbowej z równoczesnym oddaniem do dyspozycji dowódcy Okręgu Korpusu Nr VIII. Z dniem 31 maja 1932 został przeniesiony w stan spoczynku.
W 1934 pozostawał na ewidencji Powiatowej Komendy Uzupełnień Warszawa Miasto III. Posiadał przydział mobilizacyjny do Oficerskiej Kadry Okręgowej Nr I. Był wówczas „przewidziany do użycia w czasie wojny”.
W 1939 działał w spółce akcyjnej przemysłu ziemniaczanego „Lubań-Wronki”, wytwórnia w Lublinie.

## Ordery i odznaczenia
- Krzyż Walecznych
- Krzyż Komandorski Orderu Korony Rumunii (Rumunia)